# Degradación walleriana
La degeneración Walleriana es un proceso que resulta cuando una fibra nerviosa es cortada o aplastada, en donde la parte del axón separada del cuerpo celular de la neurona se degenera de manera distal a la herida. También se le conoce como degeneración anterógrada  u ortógrada. Un proceso relacionado conocido como 'degeneración tipo-Walleriana' ocurre en muchas enfermedades neurodegenerativas, especialmente en aquellas donde el transporte axonal se ve dañado. Estudios en cultivos primarios sugieren que la falla en la administración de cantidades suficientes de la proteína axonal esencial NMAT2 es clave en la iniciación del evento.
La degeneración Walleriana ocurre después de una lesión axonal en ambos sistemas, el sistema nervioso periférico (SNP) y el sistema nervioso central (SNC). Ocurre en el muñón del axón de manera distal al sitio de lesión y usualmente empieza entre las 24-36 horas de la lesión. Antes de la degeneración, los muñones distales axonales tienden a permanecer excitables a electricidad. Después de la lesión, el esqueleto axonal se desintegra y la membrana axonal se rompe. La degradación es seguida por una degradación de las láminas de mielina y la infiltración por macrófagos. Los macrófagos acompañados por células de Schwann, sirven para liberar los escombros de la degeneración.
Las fibras nerviosas neurilema no se degenera y permanece como un tubo hueco. Dentro de 4 días de la lesión, el fin distal de la porción de la fibra nerviosa proximal a la lesión envía brotes hacia aquellos tubos y estos brotes se pegan mediante factores de crecimiento producidos por células de Schwann en los tubos. Si un brote llega a un tubo, crece hacia él y avanza 1 mm por día, alcanzando finalmente y reinervando el tejido meta. Pueden no llegar a un tubo, debido a que una brecha es muy amplia o debido a la formación de tejido de cicatrización. Esta regeneración es mucho más lenta en la médula espinal que en el SNP. Las diferencias cruciales es que en e SNC, incluyendo a la médula espinal, las láminas de mielina son producidas por oligodendrocitos y no por células de Schwann.

## Historia
La degradación walleriana lleva el nombre de Augustus Volney Waller. Él experimentó en ranas en 1850, cercenando sus nervios glosofaríngeos y nervios hipoglosos. Él luego observó que los nervios distales al sitio de lesión,
fueron separados de sus cuerpos celulares en el tronco cerebral. 
Waller describió el proceso de desintegración de la mielina, al cual se refirió como "médula", separándola en varios tamaños de partículas. La degeneración de axones forma gotas que pueden ser teñidas, así permitiendo el estudio del curso de fibras nerviosas individuales.

## Degeneración axonal
Aunque la mayoría de las respuestas de las lesiones incluyen un flujo de señalización de calcio para promover el cerrar de las partes cercenadas, las lesiones axonales inicialmente llevan a una degeneración axonal aguda (AAD, por sus siglas en inglés), que es una rápida separación del extremo proximal (cercano al cuerpo celular) y el distal en un tiempo de 30 minutos después de la lesión. La degeneración seguida de inflamación del axolemma, y eventualmente lleva a una formación parecida a una perla. El proceso lleva aproximadamente 24 horas en el SNP y más en el SNC. Las cadenas de señalización que llevan a la degeneración del axolemma se desconocen. Sin embargo, investigaciones han demostrado que el proceso de ADD es independiente de calcio.
La desintegración granular del citoesqueleto axonal y los organelos internos ocurre después de la degradación del axolemma. Cambios tempranos incluyen la acumulación de mitocondrias en las regiones paranodales al sitio de lesión. El retículo endoplasmático se degrada y las mitocondrias se hinchan y eventualmente se desintegran. La despolimerización de los microtúbulos ocurre y es seguida casi inmediatamente por la degradación de los neurofilamentos y otros componentes del citoesqueleto. La desintegración es dependiente de ubiquitina y proteasas calpaínas (causadas por el flujo de iones de calcio), lo que sugiere que la degeneración axonal es un proceso activo y no pasivo como se le entendía anteriormente. Por ello el axón pasa por una completa fragmentación. La tasa de degradación depende del tipo de lesión y es también más lenta en el SNC que en el SNP. Otro factor que afecta la tasa de degradación es el diámetro del axón: cuanto más largo requiere más tiempo para que el citoesqueleto se degrade y por ello más para degenerarse.

## Eliminación de mielina
La mielina es una membrana fosfolipídica que se envuelve alrededor de los axones para proveerlos con aislamiento. Es producido por las células de Schwann en el SNP y por los oligodendrocitos en el SNC. La eliminación de mielina es el siguiente paso en la degradación Walleriana después de la degeneración axonal. El limpiado de los escombros de mielina es diferente en los dos sistemas. 
En el SNP es mucho más rápido y eficiente en comparación con el SNC y las células de Schwann son la principal causa de esta diferencia. 
Otro factor clave es el cambio en la permeabilidad de la barrera de los tejidos sanguíneos en los dos sistemas. 
En el SNP, la permeabilidad aumenta conforme el muñón distal, pero la disrupción en las barreras del SNC está limitada al 
sitio de lesión.

### Eliminación en el SNP
La respuesta de las células de Schwann a las lesiones axonales es rápida. El período de tiempo de reacción se estima ser antes que el desencadenamiento de la degeneración axonal. Las neuregulinas se creen que son responsables de la rápida activación. Activa la síntesis de lípidos de mielina eventualmente dentro de 48 horas. Las láminas de mielina se separan primero del axón en las cisuras de Schmidt-Lanterman y después se deterioran rápidamente y encogen para formar estructuras similares a perlas. Ls células de Schwann continúan la eliminación de los escombros de mielina al degradar su propia mielina, fagocitosis extracelular de mielina y macrófagos atraídos a los escombros de la misma promueve mayor fagocitosis. Sin embargo, los macrófagos no son atraídos a la región hasta después de algunos días, por lo tanto las células de Schwann toman el mayor rol en la eliminación hasta ese momento.
Las células de Schwann reclutan macrófagos al liberar citocinas y 
quimiocinas después de percibir la lesión. Esto ayuda a mejorar las tasas de eliminación de los escombros de mielina. Los macrófagos residentes, presentes en los nervios liberan más quimicinas y citocinas para atrae más macrófagos.
La degradación de los nervios también produce moléculas quimiotácticas. 
Otra fuente de factores para el reclutamiento de macrófagos es el suero. Su tarde reclutamiento 
se vio en las células B deficientes de ratón carentes de anticuerpos de suero. Estas moléculas de señalización juntas causa el flujo de macrófagos, que tiene su pico a la tercera semana de la lesión. Mientras que las células de Schwann median la fase inicial de la eliminación de escombros de mielina, los macrófagos vienen para terminar el trabajo. Son facilitados por opsoninas, que marcan la eliminación de mielina. 
Los tres mayores grupos encontrados en suero incluyen complemento, pentraxinas y anticuerpos. No obstante, solo el complemento ha demostrado 
ayudar en la fagocitosis.
Murinson et al. (2005) observaron que las células de Schwann no mielinizadas y mielinizadas en contacto con un 
axón lastimado entran en el ciclo celular y así promueven su proliferación. El tiempo observado para su división fue de aproximadamente tres días después de la lesión.
Las posibles fuentes de las señales de proliferación se les atribuye a los receptores ErB2 y ErB3. 
Esta proliferación puede promover las tasas de eliminación de escombros de mielina y juega un importante rol en la regeneración axonal en el SNP. Las células de Schwann emiten factores de crecimiento que atraen nuevos brotes axonales creciendo en el muñón proximal después de la degeneración completa de los brotes lesionados distales. Esto lleva a una posible reinervación de las células u órganos blanco. Sin embargo, la reinervación no es necesariamente perfecta, ya que posiblemente ocurra una reinervación errónea de los axones proximales a las células blanco.

### Eliminación en el SNC
En comparación con las células de Schwann, los oligodendrocitos requieren de señales del axón para sobrevivir. 
En sus etapas de desarrollo, los oligodendrocitos que fallan en hacer contacto con un axón y 
reciben cualquier señal axonal en el camino pasan a apoptosis.
Los experimentos en la degeneración Walleriana han demostrado que sobre la lesión, los oligodendrocitos o se someten a muerte celular programada o entran en un estado de dormancia. Por ello, sin semejanza a las células de Schwann, éstos fallan en la limpieza de láminas de mielina y sus escombros. En experimentos con ratas, las láminas de mielina se encontraron hasta 22 meses después. Por ello, las tasas de eliminación de láminas de mielina en el SNC es muy lenta y esto puede ser la causa del impedimento en las capacidades de regeneración de los axones en el SNC, ya que no hay factores de crecimiento disponibles para atraer axones proximales. Otra característica que resulta eventualmente es la formación de la cicatriz glial. 
Esto inhibe las posibilidades de regeneración y reinervación.
Los oligodendrocitos fallan en reclutar macrófagos para remover los escombros. 
La entrada de éstos en general al sitio de lesión del SNC es muy lenta. En contraste con el SNP, 
la microglía juegan un papel vital en la degradación Walleriana en el SNC. Sin embargo, su reclutamiento es más lento que el del SNP, por aproximadamente 3 días. Además, la microglía se puede activar pero la hipertrofia y la falla de transformarse en células fagocíticas enteras pueden ocurrir. Las que se transformaron eliminan escombros de manera efectiva. Diferenciar microglia fagocítica se puede lograr al probar para el complejo mayor de histocompatibilidad (CMH o MHC por sus siglas en inglés) de clase I y II durante la degeneración walleriana.
La tasa de eliminación es muy lenta entre la microglia en comparación con macrófagos. La posible fuente de la variación en las tasas puede incluir la falta de actividad de opsonina alrededor de la microglia y la falte de mayor permeabilidad en la barrera hematoencefálica. 
La baja permeabilidad puede impedir más la infiltración de macrófagos al sitio de lesión.
Estos descubrimientos sugieren que el retraso de la regeneración Walleriana en el SNC en comparación con el SNP es causada no por un retraso en la degradación axonal, sino por las diferentes tasas de eliminación de mielina.

## Regeneración
La regeneración le sigue a la degeneración. La regeneración es rápida en el SNP, permitiendo en tasas de hasta 1 mm por día de regeneración.  Puede que se necesiten injertos para una reinervacion apropiada. 
Es soportada por las células de Schwann a través de la liberación de factores de crecimiento. La regeneración en el SNC es más lenta y está casi ausente en la mayoría de las especies de vertebrados. 
La causa primaria es retraso en eliminar los escombros de mielina. Los escombros, tanto en el SNC o en el SNP, contienen múltiples factores de inhibición. La prolongada presencia de ellos en el SNC puede limitar su regeneración.
Un experimento conducido en Caudata, animales con capacidad de regeneración axonal del SNC, encontró que la degradación Walleriana en una lesión del nervio óptico tomó en promedio 10 a 14 días, sugiriendo que la lenta eliminación inhibe la regeneración.

### Células de Schwann y fibroblastos endoneurales en el SNP
En nervios sanos, los factores de crecimiento nerviosos (FCN) son producidos en pequeñas proporciones. Sin embargo, en una lesión, los mRNA codificantes para FCN se aumentan en 5 a 7 veces en un período de 14 días. Los fibroblastos nerviosos y las células de Schwann juegan un importante papel en aumentar su expresión.
Los macrófagos también estimulan a las células de Schwann y a los fibroblastos para producir FCN via interleucina-1 derivada de macrófagos.
Otras moléculas neurotróficas producidas por las células de Schwann y los fibroblastos de manera conjunta incluye al factor neurotrófico derivado del cerebro, factor neurotrófico derivado de líneas celulares glial, factor neurotrófico ciliar, factor inhibidor de leucemia, factor de crecimiento insulínico y factor de crecimiento de fibroblastos. Estos factores juntos crean un ambiente favorable para el crecimiento y regeneración axonal. Aparte de estos factores, las células de Schwann también proveen una guía estructural para promover la regeneración. Durante su fase de proliferación, empiezan a formar una línea de células llamadas 
Bandas de Bungner dentro de la lámina basal del tubo. Los axones se han visto regenerar 
en cercana asociación a estas células.
Las células de Schwann sobre regulan la producción de la molécula de adhesión a la superficie celular activando mayor promoción celular.
Estas líneas de células guían la regeneración axonal en dirección adecuada.  
La posible fuente del error que puede resultar, es la posible mal orientación de las células blanco como se discutió antes. Debido a la falta favorable de factores promotores en el SNC, la regeneración se ve limitada.

## Degeneración Walleriana tardía
Ratones pertenecientes a la cepa C57BL/Wlds tienen degeneración Walleriana tardía, 
y por ello permiten estudiar los roles de varios tipos de células y los procesos moleculares y celulares subyacentes. Entendimiento actual del proceso ha sido posible por la experimentación en ratones con esta cepa. La mutación ocurrió primero en ratones en Harlan-Olac, un laboratorio productor de animales en el reino Unido. La mutación Wlds es una mutación autosomal dominante en el cromosoma 4 del ratón. La mutación en el gen produce una triplicación tandem de 85-kb, ocurrente de manera natural. 
La región mutada contiene dos genes asociados: nicotinamida, mononucleótida, adenlil, transferasa 1 (Nmnat-1), y factor de ubiquitinación e4b (Ube4b). 
Una región de enlace codificando 18 aminoácidos es también parte de la mutación.
La proteína creada, se localiza dentro del núcleo y es indetectable en los axones.

### Efectos de la mutación
La mutación no causa daño a los ratones. El único efecto conocido es que la degradación Walleriana se ve retrasada en promedio hasta tres semanas después de la lesión del nervio. Al principio, se sospechaba que la mutación ralentizaba la infiltración de macrófagos, pero estudios recientes sugieren que la mutación protege al axón en lugar de frenar a los macrófagos. El proceso en el cual se logra la protección del axón es poco entendido. Sin embargo, estudios sugieren que la mutación lleva a una sobre expresión de la proteína Nmnat-1, que lleva a un incremento en la síntesis de NAD. Esto activa procesos dependientes de SIRT1 dentro del núcleo, causando cambios en la transcripción del gen.
NAD+  por sí solo provee al axón de protección al incrementar sus recursos energéticos. Trabajos más recientes, sin embargo, han incrementado dudas que o Nmnat o NAD puede substituir en su totalidad a la longitud del gen WldS. Estos autores demostraron por métodos in vitro e in vivo que los efectos protectores de la sobre expresión de Nmnat1 o de la adición de NAD no protegían a los axones de la degeneración. Por ello, el mecanismo biológico subyacente que contabiliza al fenotipo de WldS sigue siendo desconocido.
La protección axonal que se provee retrasa el comienzo de la degeneración. La activación de células de Schwann se retrasaría y no detectarían las señales de degradación axonal de los receptores ErbB2. En experimentos en ratones mutados con Wlds, infiltración de los macrófagos se consideró retrasada por 6 a 8 días.
Sin embargo, ya que la degradación ha empezado, la degeneración toma su curso normal y respectivo al sistema nervioso, la degradación sigue las tasas descritas anteriormente. 
Efectos posibles que pueden resultar debido a este retraso serían habilidades de regeneración más débiles en ratones.